# Rafael Tarín i Juaneda
Rafael Tarín i Juaneda (València, 23 d'octubre de 1862 - València, 11 de desembre de 1923) va ser un naturalista i professor universitari valencià. Doctorat en ciències naturals, exercí com a professor auxiliar numerari de mineralogia i botànica a la Universitat de València des del 1904, encarregant-se de la càtedra de cristal·lografia des del 1906. Fou col·laborador de laboratori i les activitats científiques del jesuïta Antonio Vicent Dolz. Fou autor d'Estudios preliminares para la flora de las diatomeas de la región valenciana i del Manual de botánica descriptiva. Va dirigir La Semana Católica de Valencia.